# رسائل يوحنا
الرسائل اليوحناوية أو رسائل يوحنا هي ثلاث رسائل كاثوليكية من العهد الجديد، يعتقد أنها كُتبت من 85 إلى 100م. يتفق معظم العلماء على أن الرسائل الثلاث مكتوبة من نفس قبل المؤلف، على الرغم من أنه هناك مناقشة من هو هذا المؤلف. وحسب قرار جلاسيوس فإن مؤلف رسالتي يوحنا الثانية والثالثة هو شخص مختلف يعرف بأنه يوحنا وهو قسيس (انظر يوحنا القسيس).

## الرسالة الأولى
هذه الرسالة على عكس الاثنين الآخرين مكتوبة بشكل أكبر كخطبة تحث على تعزيز ثقة الناس بيسوع، ولمساعدتهم على فهم سبب امتلاك الابن لحياة بشرية وموت أليم.

## الرسالة الثانية
هذه الرسالة هو رسالة قصيرة موجهة إلى امرأة «كيريَّة المختارة». في هذه الرسالة يحذر من فتح البيت إلى من يُسميهم «المعلمين الكذبة» ويدعو إلى ممارسة «الحق».

## الرسالة الثالثة
هي رسالة قصيرة أيضًا إلى رجل يدعى «غايوس» أو «غايس الحبيب». وغايس هو اللفظ اليوناني للاسم اللاتيني غايوس ومعناه الفرحان.